# Doryrhamphus janssi
Doryrhamphus janssi är en fiskart som först beskrevs av Earl Stannard Herald och Randall 1972.  Doryrhamphus janssi ingår i släktet Doryrhamphus och familjen kantnålsfiskar. IUCN kategoriserar arten globalt som livskraftig. Inga underarter finns listade i Catalogue of Life.